# Banavdelning
Banavdelning var tidigare ett vanligt namn på den del av ett järnvägsbolag vars uppgift var att underhålla, bevaka och vårda alla järnvägens fasta tillhörigheter, det vill säga själva banan med dess över- och underbyggnad (spår och banvall), broar och andra vattengenomlopp, byggnader, bangårdsmaskinerier, signaler, järnvägsinterna nät för telegrafi och telefoni, säkerhetsanordningar, stängsel, planteringar och dylikt.

## Statens järnvägar
Statens järnvägar i Sverige hade en banavdelning som 1855-1897 benämndes Banavdelningen, 1898-1932 Banbyrån, 1932-1963 Bantekniska byrån och 1963-1988 åter Banavdelningen.
Statens Järnvägars banavdelning bröts loss 1988 och bildade en egen myndighet med namnet Banverket. Denna myndighet slogs samman med Vägverket år 2010 och bildade därmed den nya myndigheten Trafikverket.

## Statsjärnvägarna
Statsjärnvägarna i Finland hade också en banavdelning som ansvarade för "ärenden som angår upprätthållande och uppförande av bana, byggnader, område och anläggningar samt trafiksäkerhet och beredskap för undantagsförhållanden". Den bröts loss 1995 och bildade en egen myndighet, Banförvaltningscentralen som numera är en del av Trafikledsverket.